# (3089) Oujianquan
(3089) Oujianquan es un asteroide perteneciente al cinturón de asteroides, descubierto el 3 de diciembre de 1981 por el equipo del Observatorio de la Montaña Púrpura desde el Observatorio de la Montaña Púrpura, Nankín (China).

## Designación y nombre
Designado provisionalmente como 1981 XK2. Fue nombrado Oujianquan en honor al empresario chino "Jian Quan-Ou".